# Exilisia mabillei
Exilisia mabillei là một loài bướm đêm thuộc phân họ Arctiinae, họ Erebidae.